# تان ترچ
تان ترچ (به لاتین: Tân Trạch) یک منطقهٔ مسکونی در ویتنام است که در استان کوانگ‌بن واقع شده‌است.